# 馬伊波省

馬伊波省（西班牙語：Provincia de Maipo）是智利的54個省份之一，位於該國中部，由聖地亞哥首都大區負責管轄，首府設於聖貝爾納多，面積1,120平方公里，2002年人口378,444，人口密度每平方公里337.9人。

## 外部連結
- 官方网站